# 芒斯特共和国
芒斯特共和国（英語：Munster Republic）是爱尔兰共和派在爱尔兰内战初期，用来非正式和口头上称呼他们在芒斯特省控制的地区的术语。这个“共和国”从未声称自己是一个国家，而是共和派在内战中的基地，目标是建立一个涵盖全爱尔兰的爱尔兰共和国。
在内战的第一周（1922年6月28日—7月5日）之后，都柏林由支持《英爱条约》和爱尔兰自由邦的人控制。反条约派（即爱尔兰共和派）的主要据点成为自称的“芒斯特共和国”，大致包括利默里克与沃特福德之间一线以南的郡县。爱尔兰共和军总指挥官利亚姆·林奇希望利用这一“共和国”作为重新谈判条约的手段，理想情况下能够恢复1919年—1921年的爱尔兰共和国。由于他采取防御立场，一些其他共和派对此表示强烈批评，认为他应当主动出击，以尽快结束战争。
然而，反条约一方（由大批爱尔兰共和军叛军支持）缺乏火炮和装甲车，而这些装备则是自由邦从英国借来的。自由邦军队在1922年7月对芒斯特共和国发起攻势。利默里克和沃特福德很快被攻下，科克郡成为最后一个未被自由邦控制的郡。自由邦领导人迈克尔·柯林斯派遣自由邦军队经海路前往科克郡的尤宁霍尔和凯里郡的费尼特，于8月11日重新夺回科克。随后，共和派转入乡村地区，继续进行小规模游击战，直到1923年4月。